# 매직 티팟
《매직 티팟》(영어: The Brass Teapot)은 2012년 공개된 미국의 영화이다.

## 출연
- 주노 템플 : 앨리스 역
- 마이클 안가라노 : 존 역
- 알렉시스 브레델 : 페이튼 역
- 앨리아 쇼캣 : 루이스 역
- 맷 월쉬 : 골동품 딜러 역
- 루시 월터스 : 매리 역
- 벤 라파포트 : 럭키 역
- 토머스 미들디치 : 하밥 역
- 빌리 매그너슨 : 아린 역
- 바비 모니한 : 척 역
- 타라 코펠랜드 : Mrs. 투터 역
- 해리 L. 세든 : 골동품 수집가 역
- 커크 루스 : 고속도로 순찰 경찰관 역
- 크리스토퍼 존 곰보스 : 카우보이 역